# George William Hill
George William Hill (ur. 3 marca 1838 w Nowym Jorku, zm. 16 kwietnia 1914 w West Nyack) – amerykański astronom i matematyk. Laureat Medalu Copleya.

## Życiorys
W 1859 roku ukończył studia na Uniwersytecie Rutgersa. Od 1861 roku pracował w Nautical Almanac Office w Cambridge. Zajmował się matematycznym opisem problemu trzech ciał i wykorzystaniem go do obliczeń orbity Księżyca. Był pierwszym naukowcem, który zastosował nieskończone wyznaczniki do analizy ruchu perygeum Księżyca (1877). Rozwinął również teorię ruchów Jowisza i Saturna. Za najbardziej doniosłe osiągnięcie astronoma uważa się teorię dotyczącą wpływu planet na ruch Księżyca, mającą fundamentalne znaczenie dla rozwoju mechaniki nieba.
W latach 1895–1896 był prezesem American Mathematical Society. Od 1914 był członkiem zagranicznym Królewskiej Holenderskiej Akademii Sztuk i Nauk. 

## Odznaczenia i nagrody
- Złoty Medal Królewskiego Towarzystwa Astronomicznego (1887) – za badania dotyczące ruchu Księżyca
- Damoiseau Prize od Institut de France (1898)
- Medal Copleya (1909)
- Bruce Medal (1909)

## Upamiętnienie
Jego imieniem nazwano asteroidę (1642) Hill, a także krater Hill na Księżycu.